# Bad Milo!
Bad Milo! è un film del 2013 scritto e diretto da Jacob Vaughan.

## Trama
Duncan è impiegato in un'azienda di consulenza finanziaria; la sua vita è stressante, al punto di dover ricorrere all'analisi sotto consiglio della moglie e del medico che lo ha in cura per problemi intestinali.
Restio all'idea di aver bisogno della psicanalisi, decide di non dare credito al bizzarro dottore, lasciando lo studio; si ricrederà tuttavia non appena collegherà l'omicidio del suo collega agli strani accadimenti avvenuti la sera stessa dell'omicidio, sera nella quale ha perso i sensi nel bagno di casa a seguito di una forte crisi intestinale. Con l'aiuto dell'eccentrico psicanalista, dopo una seduta di ipnosi, si scopre che all'interno dell'intestino di Duncan alberga una sorta di folletto, una specie di suo alter ego che incarna il suo lato oscuro e che si nutre delle persone che causano il suo stress, scagliandosi su di loro e trucidandole crudelmente.
Lo psicanalista capisce che l'unico modo di fermare gli omicidi è di far sì che Duncan controlli questo folletto, da lui chiamato Milo, instaurando con lui un rapporto. Duncan riesce a instaurare questo contatto con l'esserino, dialogandoci e tranquillizzandolo fintanto che la sua azienda non fallisce e sua moglie gli confessa di essere incinta. Il sospetto che lei non sia rimasta incinta per caso, come gli ha raccontato, manda in crisi Duncan, e anche Milo, il quale, non appena riesce a fuoriuscire si scaglia sulla moglie e sul bambino con l'intento di ucciderli. Duncan nella corsa per salvare moglie e figlio si trova a dover attaccare Milo amputandogli tre arti, ma senza ucciderlo. Una volta tranquillizzato Milo viene reinserito, in quanto parte di Duncan. La madre di Duncan era a conoscenza del problema del padre, ma non lo ha mai confessato al figlio, il quale si rende conto di essere stato vittima di un problema ereditario, che ha anche suo figlio.

## Produzione
Il titolo di lavorazione del film fu inizialmente Milo poi Bad Milo ed infine fu aggiunto il punto esclamativo al titolo definitivo Bad Milo!.

## Distribuzione
La pellicola viene presentata in anteprima mondiale al Festival Internazionale del cinema di Karlovy Vary, in Repubblica Ceca il 29 giugno 2013 e successivamente al festival South by Southwest nel mese di luglio.
Il film verrà distribuito nelle sale cinematografiche statunitensi a partire dal 4 ottobre 2013, anticipato però sul mercato Video on demand al 29 agosto.

### Divieto
Negli Stati Uniti d'America il film è stato classificato con il "Rating R" (vietato ai minori di 17 anni non accompagnati da un adulto) per la presenza di violenza sanguinaria comica ed horrorifica, linguaggio non adatto e contenuti sessuali.